# Östra Hundtjärnen
Östra Hundtjärnen är en sjö i Bollnäs kommun i Hälsingland och ingår i Ljusnans huvudavrinningsområde. Sjön har en area på 0,0717 kvadratkilometer och ligger 215,4 meter över havet.

## Delavrinningsområde
Östra Hundtjärnen ingår i det delavrinningsområde (679955-151873) som SMHI kallar för Mynnar i Fjärden. Medelhöjden är 151 meter över havet och ytan är 19,3 kvadratkilometer. Räknas de 20 avrinningsområdena uppströms in blir den ackumulerade arean 151,31 kvadratkilometer. Anneforsån som avvattnar avrinningsområdet har biflödesordning 3, vilket innebär att vattnet flödar genom totalt 3 vattendrag innan det når havet efter 59 kilometer. Avrinningsområdet består mestadels av skog (77 procent). Avrinningsområdet har 0,07 kvadratkilometer vattenytor vilket ger det en sjöprocent på 0,4 procent.